# Modulare Sanitätseinrichtung

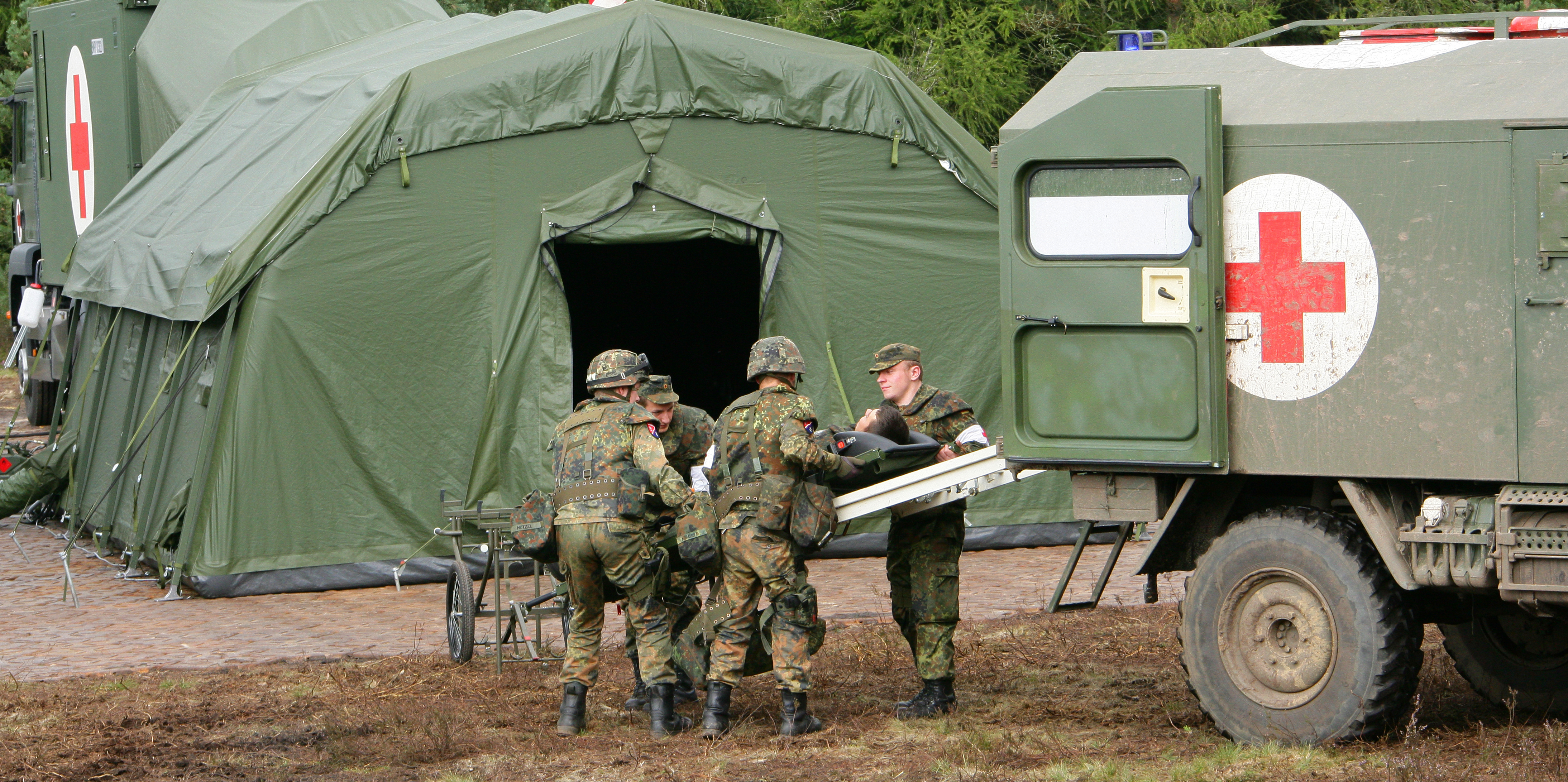
Übungsweise Einlieferung eines Soldaten in eine Rettungsstation

Eine Modulare Sanitätseinrichtung (MSE) ist eine mobile medizinische Behandlungseinrichtung der Bundeswehr, die im Wesentlichen auf einer Kombination von Sanitätszelten und ISO-Containern basiert. MSE dienen im Rahmen der Rettungskette in der Bundeswehr der medizinischen Erst- und Weiterversorgung der Soldaten unter Einsatzbedingungen.
Die zunehmende Zahl der Auslandseinsätze der Bundeswehr ließ Lücken in der Sanitätsausstattung erkennen. Daraufhin wurde das Konzept der Modularen Sanitätseinrichtungen entwickelt. Den in Deutschland hohen Standard der Sanitätsversorgung zu erreichen, war das grundsätzliche Ziel bei der Entwicklung. Im Ergebnis entspricht eine MSE dem Behandlungsniveau eines deutschen Krankenhauses.
Es sind mehrere Aufbaukonfigurationen möglich: 
- Rettungsstation (RS),
- Rettungszentrum leicht (RZ le)
- Rettungszentrum (RZ) und
- Einsatzlazarett (EinsLaz).

Die Grundkonfigurationen entsprechen dabei drei Behandlungsebenen (auch Role genannt), die durch die NATO standardisiert sind. Die Rettungsstation entspricht Behandlungsebene 1, das Rettungszentrum leicht Ebene 2, Das Rettungszentrum einer erweiterten Ebene 2 (Role 2+ / Role 2 Enhanced) und das Einsatzlazarett Ebene 3. Innerhalb dieser Konfigurationen kann aufgrund der Modularität unter Hinzufügen bzw. Weglassen von Zelten und Containern die Größe und Funktionalität an die jeweiligen Einsatzerfordernisse angepasst werden.
Nach der Behandlung in einer dieser Einrichtungen erfolgt falls nötig der Rücktransport der Patienten mit Hilfe eines MedEvac-Flugzeugs und ggf. eine Weiterbehandlung und Rehabilitation durch ein Bundeswehrkrankenhaus oder eine zivile Gesundheitseinrichtung. Dies wird als Behandlungsebene 4 bezeichnet.
Die Verlegung von MSE ins Einsatzland und der Aufbau vor Ort nehmen je nach Konfiguration und logistischer Situation eine gewisse Zeit in Anspruch, weshalb sie für kurzfristige Einsätze nicht geeignet sind. Zur Unterstützung von Anfangsoperationen oder anderen schnellen Einsätzen wie Evakuierungsoperationen und Befreiungen deutscher Staatsbürger aus Geiselhaft gibt es im Bereich des Kommandos Schnelle Einsatzkräfte Sanitätsdienst die Luftverlegbaren Sanitätseinrichtungen (LSE). Laut der Bundeswehr ist die maximale Einsatzdauer einer MSE auf ein Jahr beschränkt. Bei länger dauernden Einsätzen ist stattdessen die Einrichtung fester Sanitätseinrichtungen vorgesehen.
Ein mit den MSE vergleichbares, seegestütztes Konzept sind die Marineeinsatzrettungszentren (MERZ) für die Einsatzgruppenversorger der Deutschen Marine.